# Podvetrov
Podvetrov (nemško Unterfederaun) je naselje Statutarnega mesta Beljak na Koroškem v Avstriji.